# Helleia leonia
Helleia leonia är en fjärilsart som beskrevs av Beuret 1936. Helleia leonia ingår i släktet Helleia och familjen juvelvingar. Inga underarter finns listade i Catalogue of Life.